# Geoffrey Hall-Say
Geoffrey Norman Edward Hall-Say est un patineur artistique britannique né le 27 avril 1864 à Bray et mort le 21 janvier 1940 à Brighton. 

## Biographie

### Carrière sportive
Geoffrey Hall-Say remporte la médaille de bronze en figures spéciales aux Jeux olympiques d'été de 1908 à Londres, le Russe Nikolai Panin remportant l'or et le Britannique Arthur Cumming l'argent.